# Eli Yishai
Eliyahu (Eli) Yishai (Jerusalém, 26 de dezembro de 1962) é um político israelense. 
Deputado do Knesset desde 1996, Yishai foi escolhido líder do partido Shas, depois que o antigo líder, Aryeh Deri, foi acusado de fraude. 
Ocupou os cargos de ministro da Indústria e Comércio, do Interior e do Trabalho. Desde 1º de abril de 2009 é novamente ministro do Interior.